# Clovia antoni
Clovia antoni är en insektsart som beskrevs av Schmidt 1922. Clovia antoni ingår i släktet Clovia och familjen spottstritar. Inga underarter finns listade i Catalogue of Life.